# Domburg Sport Bond
De Domburg Sport Bond (DSB) is een regionale sportbond in Suriname die onder meer lid is van de Surinaamse Voetbal Bond (SVB).
De bond werd rond 1969/1970 opgericht, en organiseert een eigen voetbalcompetitie en knockout-wedstrijden.

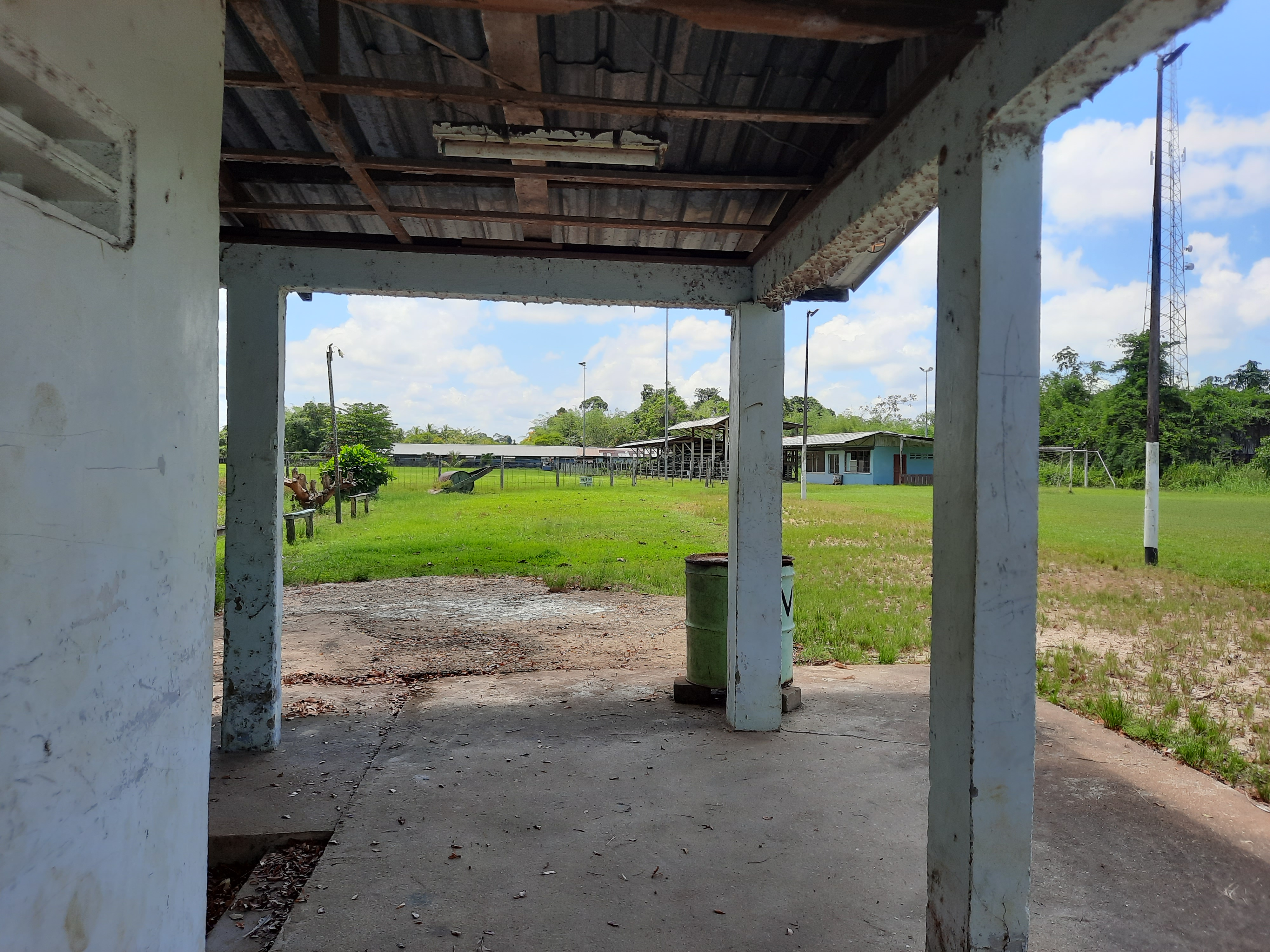
In het sportcomplex